# Elaphoglossum prestonii
Elaphoglossum prestonii là một loài thực vật có mạch trong họ Lomariopsidaceae. Loài này được (Baker) J. Sm. mô tả khoa học đầu tiên năm 1877.